# Aeroportul Mbala
Aeroportul Mbala (IATA: MMQ, ICAO: FLBA) este un aeroport din Zambia ce deservește zona Mbala. A fost numit după zona deservită.
Situat la o altitudine de 1.061 m, aeroportul dispune de o singură pistă.